# Bluesky
Bluesky oder kurz Bsky ist eine US-amerikanische, textfokussierte, grundsätzlich dezentral angelegte Social-Media-Plattform. Sie ging aus einer Initiative des Unternehmens Twitter, Inc. zur Entwicklung eines dezentralen sozialen Netzwerkprotokolls hervor, das die Basis für die Plattform bildet. Das Netzwerk ist über einen Webbrowser oder eine native mobile App zugänglich. Die Plattform befand sich länger in der Beta-Phase, die nur für eingeladene Benutzer zugänglich war. Seit Februar 2024 ist Bluesky öffentlich zugänglich. Der Dienst wird generell als „Twitter-ähnlich“ bezeichnet, auch was das Webdesign betrifft. Angemeldete Nutzer können Texte mit bis zu 300 Zeichen sowie Bilder, Gifs und Videos verbreiten. Diese Grenze gilt für sogenannte „Skeets“, wie die einzelnen Posts auf Bluesky genannt werden.

## Geschichte
Ursprünglich ausgegliedert von Twitter, Inc., stellte Bluesky 2021 die ersten Mitarbeiter ein und wurde im selben Jahr als gemeinnützige Gesellschaft gegründet. Jay Graber wurde CEO und Twitter-Gründer Jack Dorsey nahm einen Sitz im Board of Directors ein.

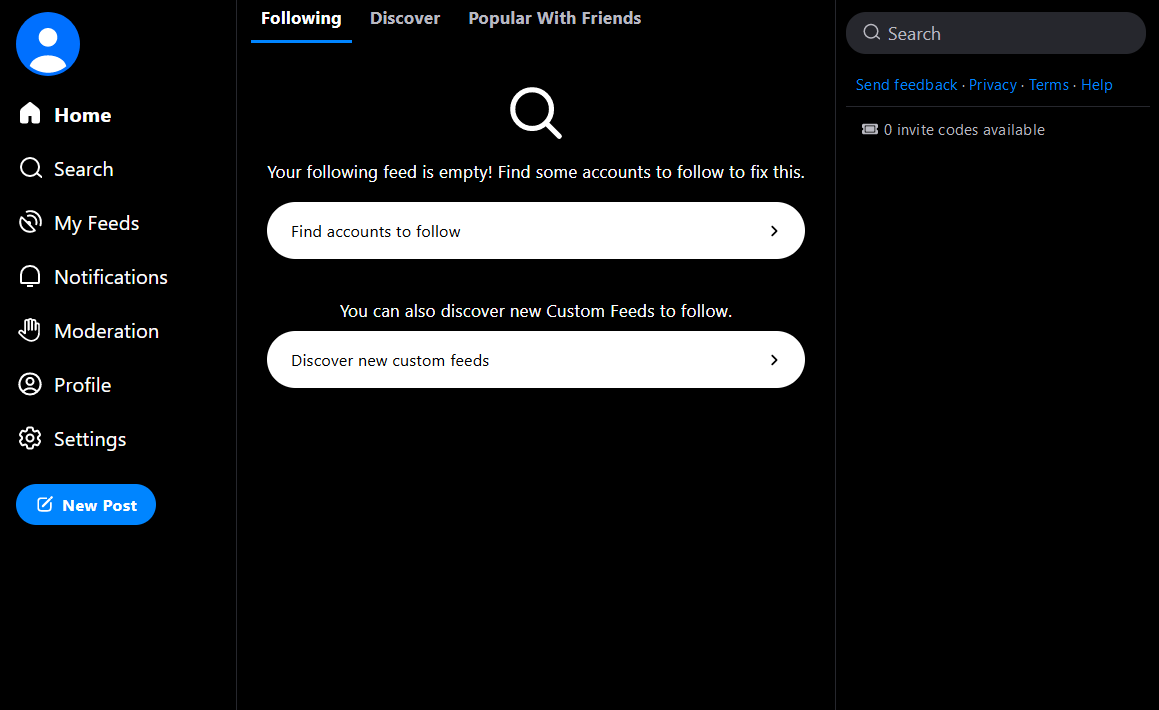
Startseite von Bluesky Social

Bluesky – Entwicklung der registrierten Nutzer

Bluesky wurde 2021 als Initiative zur Entwicklung eines dezentralisierten Protokolls gegründet, in dem mehrere Soziale Netzwerke, jedes mit seinen eigenen Kurations- und Moderationssystemen, mit anderen sozialen Netzwerken über einen offenen Standard interagieren, das seit Oktober 2022 AT Protocol heißt. Jedes soziale Netzwerk, das das Protokoll nutzt, wird als „Anwendung“ bezeichnet. Das Authenticated Data Experiment (ADX) war im Jahr 2022 die erste frühe Protokollveröffentlichung von Bluesky. Es nutzte den persönlichen Datenspeicher, der von den einzelnen Nutzern kontrolliert werden sollte und von sozialen Netzwerken optional unterstützt wurde.
2022 startete Bluesky als Warteliste für einen Dienst, der dieses Protokoll nutzt. Zur selben Zeit sprach Bluesky nur die Interoperabilität an und hatte nicht erklärt, wie es die Moderation der Plattform und die Monetarisierung angehen würde. Anfang 2023 startete Bluesky ein eigenes Netzwerk, Bluesky Social, einen zentralisierten Dienst, der auf proprietärer Software für seine Server- und Client-Anwendungen läuft, während ein Teil der Protokollimplementierung unter MIT-Lizenz veröffentlicht wurde. Im Februar 2023 wurde die Bluesky-App für iOS und im April 2023 für Android als reine Einladungsversion veröffentlicht, und der Dienst war nur für Benutzer verfügbar, die einen Einladungscode vom Unternehmen oder einem registrierten Nutzer erhalten hatten. Der zunächst beschränkte Zugang führte dazu, dass Einladungscodes auf Auktionsplattformen gehandelt wurden.
Nach dem Start der Android-App erreichte das soziale Netzwerk im April 2023 etwa 50.000 Nutzer. Bei der Einführung traten technische Probleme auf, darunter ein Fehler, der zu falschen Benachrichtigungen führte. Der Code der Bluesky Social App (also nur der des Clients) wurde im Mai 2023 unter der MIT-Lizenz als Open Source veröffentlicht, so dass die Öffentlichkeit den Quellcode einsehen und verändern kann.
Im September 2023 erreichte Bluesky die Marke von über einer Million Nutzern, am 13. November 2023 zwei Millionen und am 9. Januar 2024 drei Millionen.
Am 22. Dezember 2023 führte Bluesky einen blauen Schmetterling als Logo ein.
Seit dem 6. Februar 2024 bedarf es keiner dedizierten Einladung mehr, um Bluesky beitreten zu können.
In Version 1.91 fügte man aufgrund hoher Nachfrage Video-Funktionalität hinzu. Die maximale Länge von anfangs 60 Sekunden wurde im März 2025 in Version 1.99 auf 3 Minuten erhöht. Bereits Ende Januar 2025 wurde in Version 1.97 ein Video-Tab im Nutzerprofil ergänzt.
Im April 2025 führte Version 1.100 Reaktionen für Chat-Nachrichten ein und erweiterte die Übersicht von trendenden Themen und Account-Vorschlägen.
Im November 2024 kam es über eine Verdoppelung der Nutzerzahl innerhalb von zwei Monaten zu Schwierigkeiten bei der Moderation problematischer Inhalte.
Das Wachstum lag Ende November 2024 bei circa 250.000 neuen Nutzern pro Tag. Die Marke von 25 Millionen Nutzern wurde am 13. Dezember 2024 erreicht.
Bis zum 17. April 2025 stieg die Nutzerzahl auf 35 Millionen.

## Unternehmen
Der damalige CEO von Twitter, Jack Dorsey, kündigte die Bluesky-Initiative erstmals 2019 auf Twitter an. Der Chief Technical Officer (und spätere CEO), Parag Agrawal war ihr Leiter und lud Anfang 2020 die ersten Mitglieder der Arbeitsgruppe ein. Die Gruppe wurde später durch Vertreter von ActivityPub und Mastodon erweitert. Erst wurde Jay Graber beauftragt, einen technischen Überblick über die dezentralen sozialen Netzwerke zu gewinnen, und im August 2021 wurde sie CEO von Bluesky. Erst Ende 2021 wurde Bluesky formell als gemeinnützige LLC von Twitter separiert.
Die Führungskräfte von Twitter haben den Umgang und die Ziele der Initiative gebilligt, dazu gehört, was das Protokoll selbst umfassen soll und was den Anwendungen (auf denen die sozialen Netzwerke aufbauen) überlassen werden soll. Zu diesen Zielen gehört, dass Anwendungen ihr Moderationssystem selbst anpassen können, dass Anwendungen für die Einhaltung der Vorschriften und für DMCA-Takedown-Anfragen selbst verantwortlich sind. Die ersten drei Mitarbeiter wurden im März 2022 eingestellt, zur gleichen Zeit räumte Dorsey die langsamen Fortschritte von Bluesky ein.
Im Juli 2023 gab Bluesky bekannt, dass das Unternehmen in einer Crowdfunding-Runde 8 Millionen US-Dollar erhalten hat. Die Runde wurde von Neo angeführt, einem Unternehmen mit Partnern wie dem Code.org-Mitgründer Ali Partovi und der ehemaligen Twitter-Produktmanagerin Suzanne Xie und umfasste weitere Investoren wie Kubernetes-Mitgründer Joe Beda, Bob Young (Red Hat) sowie das Unternehmen Automattic. Bluesky plant, die Mittel zum Ausbau des Teams, zur Verwaltung des Betriebes, zur Deckung der Infrastrukturkosten sowie zum Ausbau der AT-Protokolltechnologie zu verwenden.
Im Mai 2024 gab Jack Dorsey auf X an, nicht mehr bei Bluesky zu sein. Der Konzern bestätigte dies. Im August 2024 wurde Mike Masnick in das Board of Directors berufen.

## Rezeption
Das Interesse an Bluesky wuchs insbesondere nach der Übernahme von Twitter durch Elon Musk im Oktober 2022 und Änderungen an dessen Plattformregeln. Der Dienst wird generell als „Twitter-ähnlich“ bezeichnet, auch was das Webdesign betrifft. Analog dem „Tweeten“ (englisch to tweet zwitschern) auf Twitter nennt man die Aktivität bei Bluesky „Skeeten“ – eine Kombination aus den Wörtern „sky“ und „tweet“. Aufgrund des durch ein Einladungssystem reglementierten Zulaufs war die Nutzerzahl zunächst beschränkt. Dennoch beschrieben Nutzer wie auch Journalisten die Erfahrung mit Bluesky bereits sehr früh als positiv. „Ja, es ist im Kern Twitter, aber dezentralisiert“, schrieb Jay Peters von The Verge. Positiv hervorgehoben wurden der im Vergleich zu Mastodon sehr einfache Einstieg und Möglichkeiten, algorithmisch sexualisierte, gewalthaltige oder suggestive Inhalte auszufiltern. Ebenso wurde die Möglichkeit gelobt, um die offene Codebasis von Bluesky weitere Applikationen anzuschließen. Im April 2023 entstand mit SkySpaces eine Alternative zur Audio-Chat-Plattform Twitter-Spaces.
Kritiker wie Cory Doctorow merken an, dass Bluesky wie Big Tech weiterhin von dominanten Einzelpersonen und deren Entscheidungen geprägt wird. Da Bluesky trotz der Kompatibilität mit dem Fediverse nicht vollständig interoperabel ist, kann bei unliebsamen Community-Regeln kein einfacher Wechsel des Servers vorgenommen werden (Lock-in), wie dies bei anderen, häufig durch Vereine oder Kollektive betriebene Instanzen der Fall ist. Damit verzichte Bluesky auf wesentliche Vorteile des Fediverse zur digitalen Souveränität und zur Selbstregulierung unliebsamer Inhalte. Weitergehende Stimmen unterstellen der Plattform, eine „Embrace, Extend and Extinguish“-Strategie der Vereinnahmung zu verfolgen.